# 渡邉陸
渡邉 陸（わたなべ りく、2000年9月24日 - ）は、熊本県阿蘇郡西原村出身のプロ野球選手（捕手）。右投左打。福岡ソフトバンクホークス所属。

## 経歴

### プロ入り前
西原村立山西小学校2年生の頃に「西原村学童野球クラブ」において軟式野球を始め、5年生から内野手から捕手に転向。西原村立西原中学校時代は、硬式野球の「熊本大津リトルシニア」に所属。キャプテンを務めた3年生には、ホークスカップ中学硬式野球大会に出場し優勝を果たす。
高校は鹿児島県いちき串木野市の神村学園高等部に進学。1年生の冬に腰を痛め、チームが出場した2年生の夏の第99回全国高等学校野球選手権大会には出場できなかった。2年生の秋から5番打者でレギュラー捕手を掴む。3年生の夏の第100回選手権鹿児島大会では、2回戦の対加治木工業高校戦で5打数3安打2打点の活躍をするが、7対5で敗退した。
2018年10月25日に行われたプロ野球ドラフト会議において、福岡ソフトバンクホークスから育成ドラフト1位指名を受け、支度金300万円、年俸360万円（金額は推定）で契約合意に達し、12月6日、福岡市内のホテルで入団発表会見が行われた。背番号は132。

### プロ入り後
2019年は二軍公式戦の出場は無かったが、三軍戦において44試合に出場し、打率.215、14打点、6盗塁を記録する。
2020年も二軍公式戦の出場は無く、三軍戦において30試合に出場し、打率.175、5打点、5盗塁の成績だった。
2021年8月30日に支配下選手契約へ移行すると共に、背番号を79に変更した。
2022年1月12日にCOVID-19陽性と判定された。開幕を二軍で迎え、ウエスタン・リーグでは公式戦36試合に出場。打率.318、2本塁打、14打点の成績を残し、セ・パ交流戦が始まる5月24日に一軍に昇格。同日の対DeNA1回戦(横浜スタジアム)、1点ビハインドの9回表に甲斐拓也の代打で初出場・初打席を迎え、山﨑康晃にセカンドゴロに打ち取られた。5月28日の対広島2回戦（福岡PayPayドーム）では「9番・捕手」で初の先発出場を果たし、2回裏に森下暢仁からプロ入り初安打となる3ランを放つなど、3安打2本塁打5打点の活躍を見せた。翌日の対広島3回戦でも8回裏に甲斐の代打で出場し安打を放ったが、6月に入り、同じく育成選手出身の大関友久が先発登板する試合のみ先発出場し、6月4日の対中日2回戦（バンテリンドームナゴヤ）で5回表に一旦は逆転打となる適時二塁打を放ったものの、それ以外は主に代打で起用されたが無安打に終わり、交流戦終了後の6月13日に出場登録を抹消された。
2023年は一軍出場を果たせず、二軍では79試合の出場で打率.225、2本塁打、17打点という成績であった。11月8日に20万円減の推定年俸830万円で契約を更改した。
2024年も一軍出場はなく、二軍でも57試合の出場で打率.201、2本塁打、16打点と低迷した。11月15日に50万円減の推定年俸780万円で契約を更改した。2025年からは背番号が00になる。

## 選手としての特徴
強肩・強打の大型捕手。スローイングに定評があり、相手の動きを見ながらリードもできる捕手。

## 人物
目標とする選手は甲斐拓也。広島東洋カープに入団した羽月隆太郎は高校時代のチームメイト。
2024年、一般女性との結婚を発表した。

## 詳細情報

### 年度別打撃成績
| 年 度     | 球 団        | 試 合 | 打 席 | 打 数 | 得 点 | 安 打 | 二 塁 打 | 三 塁 打 | 本 塁 打 | 塁 打 | 打 点 | 盗 塁 | 盗 塁 死 | 犠 打 | 犠 飛 | 四 球 | 敬 遠 | 死 球 | 三 振 | 併 殺 打 | 打 率 | 出 塁 率 | 長 打 率 | O P S |
| --------- | ------------ | ----- | ----- | ----- | ----- | ----- | -------- | -------- | -------- | ----- | ----- | ----- | -------- | ----- | ----- | ----- | ----- | ----- | ----- | -------- | ----- | -------- | -------- | ----- |
| 2022      | ソフトバンク | 20    | 36    | 33    | 6     | 9     | 1        | 0        | 3        | 19    | 9     | 0     | 0        | 0     | 0     | 3     | 0     | 0     | 15    | 0        | .273  | .333     | .576     | .909  |
| 通算：1年 | 通算：1年    | 20    | 36    | 33    | 6     | 9     | 1        | 0        | 3        | 19    | 9     | 0     | 0        | 0     | 0     | 3     | 0     | 0     | 15    | 0        | .273  | .333     | .576     | .909  |

- 2024年度シーズン終了時

### 年度別守備成績
| 年 度 | 球 団        | 捕手  | 捕手  | 捕手  | 捕手  | 捕手  | 捕手     | 捕手  | 捕手     | 捕手     | 捕手     | 捕手     |
| 年 度 | 球 団        | 試 合 | 刺 殺 | 補 殺 | 失 策 | 併 殺 | 守 備 率 | 捕 逸 | 企 図 数 | 許 盗 塁 | 盗 塁 刺 | 阻 止 率 |
| ----- | ------------ | ----- | ----- | ----- | ----- | ----- | -------- | ----- | -------- | -------- | -------- | -------- |
| 2022  | ソフトバンク | 16    | 48    | 6     | 0     | 1     | 1.000    | 0     | 12       | 8        | 4        | .333     |
| 通算  | 通算         | 16    | 48    | 6     | 0     | 1     | 1.000    | 0     | 12       | 8        | 4        | .333     |

- 2023年度シーズン終了時[注 1]

### 記録
初記録
- 初出場・初打席：2022年5月24日、対横浜DeNAベイスターズ1回戦（横浜スタジアム）、9回表に甲斐拓也の代打で出場、山﨑康晃から二ゴロ
- 初先発出場：2022年5月28日、対広島東洋カープ2回戦（福岡PayPayドーム）、9番・捕手で先発出場
- 初安打・初本塁打・初打点：同上、2回裏に森下暢仁から左中越3ラン
- 初盗塁：2025年6月8日、対東京ヤクルトスワローズ3回戦（明治神宮野球場）、3回表に二盗（投手：高橋奎二、捕手：中村悠平）

### 背番号
- 132（2019年[8] - 2021年8月29日）
- 79（2021年8月30日[11] - 2024年）
- 00（2025年[18] - ）

### 登場曲
- 「Green boys」GReeeeN（2019年 - ）
- 「旅人」GReeeeN（2019年 - 2020年）
- 「かつて天才だった俺たちへ」Creepy Nuts（2021年 - ）